# Merve Dinçel
Merve Dinçel (22 de noviembre de 1999) es una deportista turca que compite en taekwondo.
Ganó una medalla de oro en el Campeonato Mundial de Taekwondo de 2023 y dos medallas en el Campeonato Europeo de Taekwondo, oro en 2022 y plata en 2024. En los Juegos Europeos de Cracovia 2023 consiguió una medalla de plata.

## Palmarés internacional
| Campeonato Mundial | Campeonato Mundial       | Campeonato Mundial | Campeonato Mundial |
| Año                | Lugar                    | Medalla            | Categoría          |
| ------------------ | ------------------------ | ------------------ | ------------------ |
| 2023               | Bakú (Azerbaiyán)        | Medalla de oro     | –49 kg             |
| Juegos Europeos    |                          |                    |                    |
| Año                | Lugar                    | Medalla            | Categoría          |
| 2023               | Krynica-Zdrój (Polonia)  | Medalla de plata   | –49 kg             |
| Campeonato Europeo |                          |                    |                    |
| Año                | Lugar                    | Medalla            | Categoría          |
| 2022               | Mánchester (Reino Unido) | Medalla de oro     | –49 kg             |
| 2024               | Belgrado (Serbia)        | Medalla de plata   | –49 kg             |